# Чаудер (мультсериал)
Чаудер (англ. Chowder) — американский мультсериал, транслируемый на телеканале Cartoon Network. Мультсериал комбинирует рисованную и кукольную мультипликации. Его создатель К.Х. Гринблатт работал и над такими мультсериалами как «Губка Боб Квадратные штаны» и «Ужасные приключения Билли и Мэнди».

## Описание
Во время работы над мультсериалом «Губка Боб Квадратные Штаны» (канал Nickelodeon) Карл Гринблатт делал наброски различных персонажей в своей собственной мультипликационной манере. Первоначально идея базировалась на истории в стиле «ученик волшебника», как, например, «Меч в камне». Задумка была изменена так, что сюжет закрутился вокруг шеф-повара, который обучает кулинарии своего подмастерья.
Чаудер был придуман не основываясь на каком-либо животном, а просто чтобы создать образ мягкой детской игрушки, которую хочется обнять. Гринблатт почерпнул вдохновения и у Ричарда Скарри, популярного американского писателя и аниматора, и у «Утренних субботних мультфильмов».
Персонаж Шницель впервые появился в виде наброска в конце 1990-х.
Однажды Гринблатт предложил свою идею Cartoon Network; прошло около двух лет, прежде чем сериал был одобрен для выпуска, и ещё год до выхода пилотной серии. По оценкам создателя, он потратил семь лет, работая над «Чаудером», прежде чем его выпустили в эфир.
Эпизоды выпускались сезонами, содержащими по 20 получасовых серий. В каждой серии во время титров идет 30-секундная вставка с кукольной анимацией. Эпизоды можно приобрести в магазине iTunes.
Одна из необычных особенностей шоу — шаблоны, используемые для одежды и кожи персонажей. Шаблоны разрабатываются полноэкранного размера, затем отправляются в производство, где персонажей подстраивают так, чтобы шаблонный узор заполнял область одежды. При использовании этой технологии, когда персонаж двигается, узор его одежды не движется вместе с ним, а остаётся статичной картинкой на фоне. Подобная техника использовалась в игре Monkey Island и в мультсериале «Мистер Бин».
Шоу также известно большим разнообразием используемых стилей. Сюда входит использование акварели и туши в дополнение к классическому шаблонному стилю. Также используются стоп-кадры с настоящей едой, фигурками персонажей; игровые сцены с голосами актёров шоу и кукол (и марионеток, и тех, которые надеваются на руку). Это иногда применялось и в мультсериале «Кураж — трусливый пёс». Сериал может похвастаться одним из самых многочисленных способов анимации, используемых в одной серии.

## Персонажи

### Главные персонажи

Главные герои слева направо: Шницель, Фасолер, Чаудер, Трюфля

- Чаудер (англ. Chowder) — главный герой мультсериала. Ему 8 лет, и он представляет собой что-то «кошко-медведе-кроликоподобное» в фиолетовой одежде. Учится кулинарии у шеф-повара Фасолера, живёт вместе с ним и его женой Трюфлей. Чаудер мечтает стать шеф-поваром, но он очень импульсивный и часто поддаётся своим порывам. Он постоянно голоден, и всегда пытается поесть, порой съедая заказы клиентов, а съесть он может что угодно, например, в одной серии он съел просроченное блюдо, а ещё блюдо из какашек. Может изрыгать предметы и потому другие персонажи используют его как контейнер для переноски вещей с места на место. Любит подарки, кенгуру, еду и цирк шапито. Чаудер ненавидит романтику и думает, что целоваться — отвратительно. Он считает, что девочки мерзкие (особенно Пышка).

Озвучивал Никки Джонс. Карл Гринблатт озвучил взрослого Чаудера в последнем эпизоде.
- Фасолер (англ. Mung Daal) — пожилой шеф-повар. Основал ресторанную компанию по доставке обедов, в которой и работает Чаудер. Точный его возраст назван не был, но он упоминал что готовит по крайней мере уже 386 лет и отпраздновал 450 летнюю годовщину как он женился на Трюфле (10 серия 1 сезона). Представляет собой синего гуманоида. Был назван так в честь индийского блюда мунг-даал; Гринблатт даже планировал  дать ему индийский акцент, но позже передумал[4]. Несмотря на то, что он женат, любит флиртовать с дамами, и думает, что они любят его, даже если они не обращают на него внимания. Вне зависимости от его поведения, он действительно любит свою жену, Трюфлю. 
 Считает, что его ученик Чаудер только создаёт проблемы, но на самом деле заботится о нём и искренне надеется, что мальчик вырастет и будет хорошим шеф-поваром. Обычно он злится на него, но беспокоится, когда он отсутствует в течение длительного периода времени и иногда забывает, что Чаудер — не его сын. У него есть кошачий хвост, который ему стыдно показывать.

Озвучивал Дуайт Шульц.
- Шницель (англ. Shnitzel) — это серый каменный монстр и профессиональный повар. Работает в ресторанной компании Фасолера. Его словарный запас состоит преимущественно из слова «Радда», но окружающие его понимают, хотя порой он и произносит иные простые слова. Шницель «искренний человек» по сравнению с другими, более возбудимыми персонажами, и часто волнуется. Его заставляют выполнять чёрную работу и постоянно убираться, носить тяжести, а всё потому, что он очень сильный. Шницеля возмущает поведение Чаудера, но он тепло к нему относится, так, например, он плакал, когда считалось, что Чаудер пропал навсегда. 
В первом эпизоде Шницеля озвучивал Кевин Майкл Ричардсон, однако его в последний момент заменили на ДиМаджио, так как Ричардсон был занят другими проектами[5]. Он также работал комиком.
- Трюфля (англ. Truffles) — жена Фасолера, держит в руках финансовую часть их ресторанного бизнеса. Практична, но со скверным характером, частенько теряет терпение при общении с мужем, его подчинёнными и клиентами.

Гринблатт сказал, что Трюфля «срисована» с его матери. Поначалу ему было сложно работать над историями с Трюфлей, так как её характер такой ужасный, что Чаудеру и другим персонажам пришлось быть более чувствительными, чтобы «прощупать» её мягкие стороны. Трюфля не любит и не умеет проигрывать. Она не видит собственные ошибки, но при этом обвиняет всех остальных. Все думают, что она ужасная. Трюфля выглядит как эльф с маленькими крыльями, фиолетовыми волосами, огромными очками и шляпкой-грибом.
Озвучивала Тара Стронг.

### Второстепенные персонажи
- Мисс Цикорий (англ. Miss Endive) — человекоподобная женщина-повар, учит Пышку кулинарии. Часто позиционируется как главный противник и злодей. Завидев её, все удивляются насколько она огромна. Регулярно ругается с Фасолером, которого считает главным соперником. Впервые она и Пышка появились в серии «Подружка Чаудера». В этой же серии выясняется, что Цикорий презирает мужчин и бойфрендов, так как её жених не явился на свадьбу.

Создатель описывает её как Марту Стюарт в тонах Умпа-Лумпа. Гринблатт решил дать ей такое имя, так как цикорий горький, а бельгийский цикорий капризный, следовательно и персонаж озлобленный и капризный. На начальной стадии персонаж оставался неизменным. Длинный нос, меняющий форму с прямоугольной снизу на треугольную сверху, символизирует презрительное отношение Цикорий к другим персонажам. Гринблатт чувствовал, что будет забавно наблюдать за эволюцией этого персонажа в течение сериала, особенно когда Вильям Рейс написал сюжетные линии для Цикорий.
Озвучивала Минди Стерлинг.
- Пышка (англ. Panini) — 10-летняя девочка, влюблённая в Чаудера, которая никогда не упускает случая сказать ему о своей привязанности. Чаудер же не отвечает ей взаимностью и на её приветствия отзывается: «Я не твой бойфренд!». Учится у Мисс Цикорий и чересчур защищает Чаудера. Она того же вида, что и Чаудер, только розового цвета и с большими ушами и когтями. 
 Первоначально Пышка была с остроконечными ушами и в обмундировании, в котором было видно только её лицо. Гринблатт отказался от острых ушей, так как посчитал, что это не сочетается с округлыми формами Чаудера. Ему не понравился персонаж, похожий на Анжелику Пиклз из мультфильма «Ох, уж эти детки!», и он решил сделать её симпатичнее и милее[8]. Детали Пышки сформировались окончательно, когда Гринблатт решил, что она будет влюблена в Чаудера.

В одном эпизоде Пышка думает, что она и Чаудер — родители синего банана. Кроме того, она может летать, используя уши как винт вертолёта.
Озвучивала Лилиана Муми.
- Рубен (англ. Reuben's) — свинья с бородой. Работал учителем в «Сертифекационной школе Рубена». В одной из серий он носил крысу чтобы закрыть несколько предприятий. Украл катер у двоих людей и потом съеден рыбой (вероятно выжил).

Озвучивал Пол Рубенс.
- Гаспачо (англ. Gazpacho) — мамонт с кавказским акцентом, продаёт странные продукты и ингредиенты на фермерском рынке. Старается изо всех сил дать совет Чаудеру, когда это нужно. Живёт со своей властной матерью (её в сериале не показывают). Не проявляет стремления улучшить свою жизнь. Худшие его враги — ниндзя. 
Гринблатт назвал его в честь холодного супа «гаспачо»[4].

Озвучивал Дэна Снайдер.
Горгондзола (англ. Gorgonzola) — крысёнок зелёной окраски с горящей свечой на голове, любит соперничать с Чаудером .
- Киви (англ. Kiwi) — фотореалистичное розовое существо, которое всегда даёт советы Чаудеру и его друзьям. Его имя произносится только в эпизоде «Brain Grub», где в конце из-за Чаудера он рекламирует продажу подержанных автомобилей.

Озвучивал К. Х. Гринблатт
- Кимчхи (англ. Kimchi) — домашнее животное Чаудера, живёт в клетке около его кровати. Вонючее коричневое облачко газов. Любит вещи с запахом, неприятным для остальных. Разговаривает, издавая звуки, характерные для метеоризма. Впервые появился в эпизоде первой серии «Подружка Чаудера».

Озвучивал К. Х. Гринблатт
- Мистер Фугу — воздушный шар. Если он съест что-нибудь, то начнёт пускать газы.
- Фуагра — кот. Он всегда носит на руке Мистера Фугу.
- Мармелада — девочка-свинья. Она работает в косметическом салоне, где косметика сделана из начинки тортов. Она влюблена в Севичи. Подруга Чаудера.
- Севиче — мальчик-козлик. Занимается танцами. Он влюблён в Пышку.

## Эпизоды
Всего было выпущено 49 эпизодов.
Первый сезон: 20 серий; со 2 ноября 2007 по 24 июля 2008.
Второй сезон: 20 серий; с 1 октября 2008 по 29 сентября 2009.
Третий сезон: 9 серий; с 12 октября 2009 по 7 августа 2010.
Последняя серия называется «Чаудер растёт», и её продолжительность в два раза больше обычной.

## Награды и номинации
| Год  | Награда | Номинация                                                                 | Заметки                                                   | Итог      |
| ---- | ------- | ------------------------------------------------------------------------- | --------------------------------------------------------- | --------- |
| 2008 | Энни    | Лучший анимационный телевизионный выпуск для детей                        | К. Х. Гринблатт и Вильям Рейсс за эпизод «Burple Nurples» | Номинация |
| 2008 | Эмми    | Специальный класс — Короткометражные анимационные программы               | Эпизод: «Burple Nurples»                                  | Номинация |
| 2009 | Энни    | Производственный дизайн в Анимационных телевизионных короткометражных шоу | Дэн Кралл за эпизод «The Heavy Sleeper»                   | Номинация |
| 2009 | Энни    | Актёр озвучивания в Анмационных телевизионных короткометражных шоу        | Дуайт Шульц за голос Фасолера                             | Номинация |
| 2009 | Эмми    | Выдающиеся личные достижения в анимации                                   | Джо Бинггели                                              | Победа    |
| 2010 | Энни    | Актёр озвучивания на телевидении                                          | Дуайт Шульц, Никки Джонс                                  | Номинация |